# La Pobla de Massaluca
La Pobla de Massaluca là một đô thị thuộc tỉnh Tarragona trong cộng đồng tự trị Catalonia, phía bắc Tây Ban Nha. Đô thị này có diện tích là 43,4 ki-lô-mét vuông, dân số năm 2009 là 399 người với mật độ 9,19 người/km². Đô thị này có cự ly km so với Tarragona.